# Cassville (condado de Grant, Wisconsin)
Cassville es un pueblo ubicado en el condado de Grant en el estado estadounidense de Wisconsin. En el Censo de 2010 tenía una población de 416 habitantes y una densidad poblacional de 4,39 personas por km².

## Geografía
Cassville se encuentra ubicado en las coordenadas 42°44′39″N 90°58′0″O / 42.74417, -90.96667. Según la Oficina del Censo de los Estados Unidos, Cassville tiene una superficie total de 94.66 km², de la cual 86.05 km² corresponden a tierra firme y (9.1%) 8.61 km² es agua.

## Demografía
Según el censo de 2010, había 416 personas residiendo en Cassville. La densidad de población era de 4,39 hab./km². De los 416 habitantes, Cassville estaba compuesto por el 99.04% blancos, el 0% eran afroamericanos, el 0% eran amerindios, el 0.24% eran asiáticos, el 0% eran isleños del Pacífico, el 0% eran de otras razas y el 0.72% pertenecían a dos o más razas. Del total de la población el 0% eran hispanos o latinos de cualquier raza.